# Oh, My Nerves
Oh, My Nerves ist ein US-amerikanischer Kurzfilm aus dem Jahr 1935. Die Premiere fand am 17. Oktober 1935 in den USA statt. Produziert wurde der Film von Jules White unter der Regie von Del Lord bei der Columbia Pictures Corporation. Er wurde 1936 für den Oscar in der Kategorie „Bester Kurzfilm – Comedy“ nominiert.

## Handlung
Monty Collins ist nervlich angegriffen und möchte sich auf dem Land erholen. Sein Schwager Tom bringt den Rest der Familie mit, was zu reichlich Verwicklungen und Chaos führt.

## Hintergrund
Oh, My Nerves wurde 1950 wiederaufgeführt. Es gab mit den drei Stooges zwei Remakes, 1945 als Idiots Deluxe und 1957 als Guns a Poppin’.

## Auszeichnungen
Der Film wurde 1936 zusammen mit How to Sleep von Jack Chertok und Die besudelte Ehre (Tit for Tat) von Hal Roach für den Oscar in der Kategorie „Bester Kurzfilm – Comedy“ nominiert. Der Oscar ging letztlich an How to Sleep.